# Небесний капітан і світ майбутнього
«Небесний капітан і світ майбутнього» (англ. Sky Captain and the World of Tomorrow) — науково-фантастичний пригодницький фільм 2004 року. Режисер та сценарист Керрі Конран. Фільм є прикладом «Оттенсіанського» (до Другої світової війни) дизельпанку.

## Сюжет
Над Нью-Йорком кінця 1930-х років сніг йде з дірки в небесах, виє сирена повітряної тривоги, а по бруківці рушають неструнким кроком залізні роботи, що мають зріст з будинок. Роботів надіслав німецький натураліст і зоотехнік Тотенкопф — колишній вундеркінд і кандидат у нобелівські лауреати. Він вже занадто пильно вивчав улаштування буття і дійшов до висновку: щоб світ став кращим, треба всіх убити. Уряди завмерли в безпорадності, армії не діють, і цілком протистояти безумцю можуть лише двоє у цілому світі: авіатор Салліван і репортерка Поллі.